# リカルド・サントス
リカルド・サントス（Ricardo Santos, 1920年 8月2日- 1998年12月28日）は、ドイツ生まれの音楽家（編曲家）である。1950年代から1960年代にかけてリカルド・サントス楽団を率いて、ラテン音楽の分野で活躍した。1970年代に
レコード会社を移籍して以降は、本名のウェルナー・ミューラー (Werner Müller)として活動した。
日本では、1957年に「真珠とり（真珠採りのタンゴ）」がヒットした。
1958年10月30日にNHKの招へいで初来日。その際は東京ほか9都市で17回公演を行い、同年11月3日には、当時の内幸町のNHKホールから、特別演奏会の模様がテレビ・ラジオ同時に中継放送された。

## おもなヒット曲
- 真珠採りのタンゴ（真珠とり）
- さくらさくら
- 花
- ホリデイ・イン・シリーズ
  - ホリデイ・イン・ニッポン
  - ホリデイ・イン・イタリー
  - ホリデー・イン・ジャパン
- 皇太子のタンゴ
日本の皇太子・明仁親王（当時）と正田美智子（当時）の婚約発表を祝賀した曲（ミッチー・ブームも参照）。「ホリデイ・イン・ニッポン」「ホリデー・イン・ジャパン」のヒットを受けて、日本向け企画シングルとして制作された。
- ファンタジー・オブ・ジャパン
- 12人のチェロのためのビートルズ作品 他（本名での編曲。ベルリン・フィルハーモニーのチェロ・アンサンブルによる委嘱）
- ペピート（関西テレビ「よ～いドン！」内のコーナー「となりの人間国宝さん」テーマソングとして使われている）